# ATRAN-Flug 9655
Auf dem ATRAN-Flug 9655 (Flugnummer IATA: V89655, ICAO: VAS9655, Funkrufzeichen: ATRAN 9655), einem Frachtflug der ATRAN von Moskau nach Komsomolsk am Amur mit planmäßigen Zwischenstopps in Omsk und Bratsk verunglückte am 29. Juli 2007 eine Antonow An-12WR, nachdem sie kurz nach dem Start vom Flughafen Moskau-Domodedowo mit einem Schwarm Vögel kollidiert war. Bei dem Unfall kamen alle sieben Personen an Bord der Maschine ums Leben.

## Flugzeug
Bei dem auf dem Flug eingesetzten Flugzeug handelte es sich um eine Antonow An-12WR aus sowjetischer Produktion, die ihren Erstflug im Jahr 1964 absolviert hatte. Die Maschine trug die Werknummer 4341709. Ihr Roll-Out war am 31. Januar 1965 erfolgt. Die Maschine wurde bei dem sowjetischen Luft- und Raumfahrtunternehmen MKB Raduga eingesetzt, wobei ihr ursprüngliches Luftfahrzeugkennzeichen nicht bekannt ist. Zum 1. April 1988 erhielt die Maschine das neue Kennzeichen CCCP-93912. Am 24. Mai 1994 übernahm die ATRAN die Maschine und setzte sie mit dem neuen Kennzeichen RA-93912 ein. Ab Oktober 2004 war die Maschine an die kasachische Miras Air verleast, ehe sie 2006 in die Flotte der ATRAN zurückkehrte. Das viermotorige Transportflugzeug war mit vier Turboprop-Triebwerken des Typs Iwtschenko AI-20M-6 ausgestattet.

## Insassen und Fracht
Es befand sich eine siebenköpfige Besatzung an Bord der Maschine. Die Fracht bestand aus 9.043 Kilogramm an Bauteilen für Flugzeuge, die in der Gagarin-Flugzeugfabrik in Komsomolsk am Amur montiert werden sollten.

## Unfallhergang
Die Triebwerke der Antonow wurden um 04:01 Uhr gestartet. Sieben Minuten später rollte die Maschine zur Startposition von Startbahn 32C. Der Start erfolgte um 04:15 Uhr. In einer Höhe von 70 bis 75 Metern kollidierte die Maschine bei einer Geschwindigkeit 295 km/h mit einem Schwarm Vögel, woraufhin es zum Ausfall der Triebwerke Nr. 3 und 4 (der beiden Triebwerke an der rechten Tragfläche) kam, deren Propeller daraufhin automatisch in die Segelstellung übergingen. Die Maschine rollte um 45 Grad nach rechts und ging in einen unkontrollierten Sturzflug über, bis sie schließlich mit einem rechtswärtigen Rollwinkel von 100 Grad in ein Waldstück in vier Kilometern Entfernung vom Startflughafen stürzte und ausbrannte. Alle sieben Insassen kamen dabei ums Leben.

## Ursache
Als Unfallursache wurde der Vogelschlag festgestellt, der zu dem gleichzeitigen Ausfall von zwei Triebwerken in einer kritischen Höhe und bei einer kritischen Fluggeschwindigkeit geführt hatte.